# Госхајм
Госхајм (њем. Gosheim) општина је у њемачкој савезној држави Баден-Виртемберг. Једно је од 34 општинска средишта округа Тутлинген. Према процјени из 2010. у општини је живјело 3.884 становника. Посједује регионалну шифру (AGS) 8327019.

## Географски и демографски подаци
Госхајм се налази у савезној држави Баден-Виртемберг у округу Тутлинген. Општина се налази на надморској висини од 850 метара. Површина општине износи 9,3 km². У самом мјесту је, према процјени из 2010. године, живјело 3.884 становника. Просјечна густина становништва износи 417 становника/km².

## Међународна сарадња
| Мјесто        | Држава    | Врста сарадње | Од    |
| ------------- | --------- | ------------- | ----- |
| Шези сир Марн | Француска | контакт       | 2000. |
| Извор         |           |               |       |